# Ambrogio Soldani

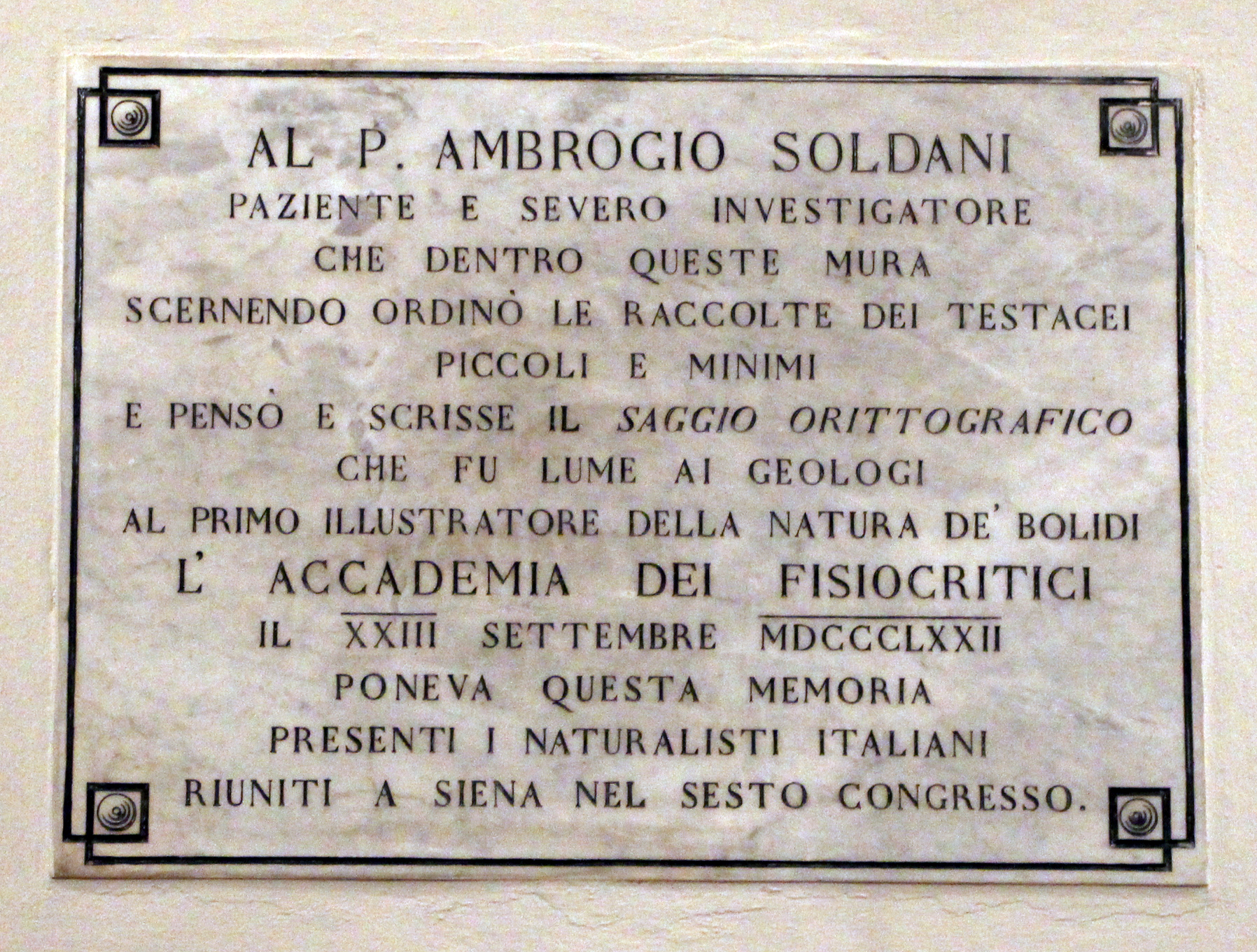
Lapide nell'Accademia dei Fisiocritici a Siena

Ambrogio Bardo Maria Soldani (Pratovecchio, 15 giugno 1736 – Firenze, 14 luglio 1808) è stato un abate e naturalista italiano.

## Biografia
Fu un religioso dell'ordine dei Camaldolesi ma è ricordato soprattutto come naturalista e matematico. Prese i voti il 15 dicembre 1752, in seguito divenne abate e nel novembre 1803 fu nominato Generale dei Camaldolesi. Nel 1780 fu trasferito al convento di Santa Mustiola a Siena. Morì a Firenze nel convento di Santa Maria degli Angeli.

## Attività scientifica
Considerato insieme a Jacopo Bartolomeo Beccari il padre della micropaleontologia, ossia di quel ramo della paleontologia che studia i microfossili, come i protozoi, Soldani nel 1780 pubblicò a Siena la prima opera dedicata ai microfossili, il Saggio Orittografico, ovvero osservazioni sopra le terre nautiliche ed ammonitiche della Toscana, dedicato al Granduca di Toscana Pietro Leopoldo. Dopo 41 anni dedicati alla raccolta e allo studio di sedimenti provenienti da località prevalentemente toscane, Soldani pubblicò la monumentale Testaceographiae ac Zoophytographiae parvae et microscopicae. Fu Segretario dell'Accademia dei Fisiocritici che conserva la sua collezione di fossili micropaleontologica.
Nel 1794 scrisse un libretto, "Sopra una Pioggietta di sassi accaduta nella sera de' 16 giugno, 1794, in Lucignano d'Asso nel Territorio sanese", sulla caduta della meteorite di Siena avvenuta il 16 giugno 1794, purtroppo la pubblicazione nello stesso anno di un altro libretto, "Über den Ursprung der von Pallas gefundenen und anderer ihr ähnlicher Eisenmassen und über einige damit in Verbindung stehende Naturerscheinungen" (Sull'origine del ferro di Pallas e di altri similari e su alcuni fenomeni naturali associati), scritto dal fisico tedesco Ernst Chladni tolse il dovuto risalto all'opera di Soldani.
Dal 1798 fu socio corrispondente dell'Accademia delle Scienze di Torino.